# Kumhausen
Kumhausen è un comune tedesco di 4 827 abitanti, situato nel land della Baviera.